# 切替徹
切替 徹（きりかえ とおる、1947年3月3日 - ）は、日本の実業家。フェラーリ車の販売、整備、パーツを取り扱う「株式会社レーシングサービスデイノ」（本社：茨城県土浦市）の創業者、代表取締役社長。

## 略歴
茨城県土浦市出身。高校時代から始めた空手道では、20代の頃に土浦市にて道場長として門下生の指導に励んだ。
1974年、「レーシングサービスデイノ」を創業。外国車販売店が少なかった当時において、日本初のフェラーリ専門店でもあった。社名は創業当時所有していたディーノ・246GTに由来する。
1982年、日本で初めてフェラーリオーナーのみをメンバーとするオーナーズクラブ「フェラーリクラブジャパン」を設立し、2012年まで初代会長を務めた。その傍ら、スーパーカーブームのころから所有し続けている365GT4BBへの愛着から、365GT4BB / 512BB / 512BBiのオーナーのみをメンバーとするオーナーズクラブ「BBclub」を2007年に立ち上げる。
1995年から日本でも始まったフェラーリの輸入代理店のコーンズが主宰する「チャレンジレース」には初年度から出場し、レースマシンの348チャレンジ、F355チャレンジ、360チャレンジと乗り継いだ。1999年から3年連続チャレンジでシリーズチャンピオンを獲得し、2001年まで出場した。
2003年、フェラーリモディファイパーツ「RSD」ブランドを立ち上げ、F355ベルリネッタ、360モデナ、チャレンジストラダーレ、F430、430スクーデリア用パーツの制作を手がけている。

## エピソード
- スーパーカーブーム真っ直中の1977年、テレビ朝日系列の特撮番組『ジャッカー電撃隊』で、スーパーカーを題材とした第7話・第14話に本人役でゲスト出演した。その他、同じ頃に東京12チャンネル（現：テレビ東京）で放送されていたスーパーカーを主題としたクイズ番組『対決!スーパーカークイズ』にもゲスト出演していたが、2016年に放送された特番『テレビ東京52年分の映像大放出!モヤモヤ映像廃棄センター〜こんなVTR新社屋に持って行けません〜』でVTRが残っていないことが判明し、切替がテレビ東京に映像を提供して放送された[4]。

- スーパーカークイズに出演したことでレコードデビューの話が舞い込み、シングルを1枚リリースすることになったが、テレビ番組で子門真人と共演した際に、あまりの歌唱力の違いを見せつけられ芸能界を退く決意をした[5]。

- 1990年に発売されたビデオ『320km激走 フェラーリF40』の中で、常磐自動車道をフェラーリ・F40で推定300 km/h以上の速度で走行し、後日そのビデオが物証となって警察に逮捕されたことがある[6]。切替によれば、元々は日本自動車研究所のテストコース（谷田部）でのテスト走行をビデオに収録する予定だったが、同コースでは280 km/h程度の速度しか出ず、「これでは商品にならない」として常磐道でアタックすることになったという[6]。物証がビデオだけのため、警察の取り調べに対して容疑を否認すれば有罪にならなかった可能性もあったが、切替は「速度超過したのは事実」として素直に容疑を認めた[6]。

- 2005年4月3日、筑波サーキットで行われた「グランナショナル筑波スピードカップII」の公式予選でトヨタ・アルテッツァをドライブして1分05秒297を記録し、P-FRクラスのコースレコードを樹立した[7]。

- 漫画『サーキットの狼』の登場人物のモデルになっている[8]。

## テレビ出演
- ぎんざNOW! （1976年、TBS）
- 対決!スーパーカークイズ（1977年、東京12チャンネル）
- ジャッカー電撃隊（1977年、テレビ朝日）
  - 第7話「8スーパーカー! 超速300キロ」 - 本人役
  - 第14話「オールスーパーカー! 猛烈!! 大激走!!」 - 本人役
- スポーツカーの時代（1989年、テレビ朝日）
- プレステージ（1990年、テレビ朝日）
- 筑紫哲也 NEWS23-バブルの主役は今（1993年、TBS）
- タイム亭 - 掛布選手と対談（1993年、フジテレビ）
- ASAYAN（1995年、テレビ東京）
- ガレージ番長（2004年、フジテレビ）
- テレビ東京52年分の映像大放出!!モヤモヤ映像廃棄センター〜こんなVTR新社屋に持って行けません〜（2016年2月21日、テレビ東京。上記の通り『スーパーカークイズ』のVTRを所有していた為。）

## 著書
- フェラーリを診断する ― 世界最速のクルマの魅力（コスモポリタン）1985年12月発刊
- スポーツカーを診断する ― 誰も教えてくれなかった（文園社）1988年9月発刊
- スポーツカーの世界：フェラーリと華麗なるライバルたち (22世紀アート) 2019年8月6日発刊

## ディスコグラフィ
- 真っ赤なフェラーリ　b/wマセラティの旋風　1977年 - （日本コロムビア）

## その他メディア掲載
- フェラーリF355 vs 348（イメージファクトリーアイエム）1996年発刊
- F355 vs 360モデナ（北斗通商㈱）2000年9月発刊
- ベストモータリングDVD（講談社）2009年4月発刊
- バトルオブフェラーリ ブルーレイ（講談社）2009年10月発刊
- ベストモータリングDVD（講談社）2009年12月発刊
- ベストモータリングDVD（講談社）2011年1月発刊
- ベストモータリングDVD（講談社）2011年3月発刊
- ベストモータリングDVD（講談社）2011年5月発刊
- モーターヘッド Vol.10 （三栄書房）2013年12月発刊
- NAVI CARS Vol.14（株式会社ボイス・パブリケーション）2014年発刊
- 究極のフェラーリ スーパー DVD BOOK（宝島社）2015年10月発刊
- 最強のフェラーリ PRECIOUS DVD BOOK（宝島社）2016年3月発刊
- ミウラとカウンタック（徳間書店　2016年6月発刊
- 昭和のスーパーカー（笠倉出版社）2016年9月発刊
- モーターヘッド フェラーリブック（三栄書房）2016年12月発刊
- 蘇るスーパーカー（株式会社マガジンボックス）2016年2月25日発刊
- 常陸人（読売新聞）2017年2月26日号
- 世界のスーパーカー図鑑 （株）スタジオタッククリエイティブ 2018年12月発刊
- スクーデリア124号（株）ネコ、パブリッシング 2019年1月発刊